# 北佐世保站

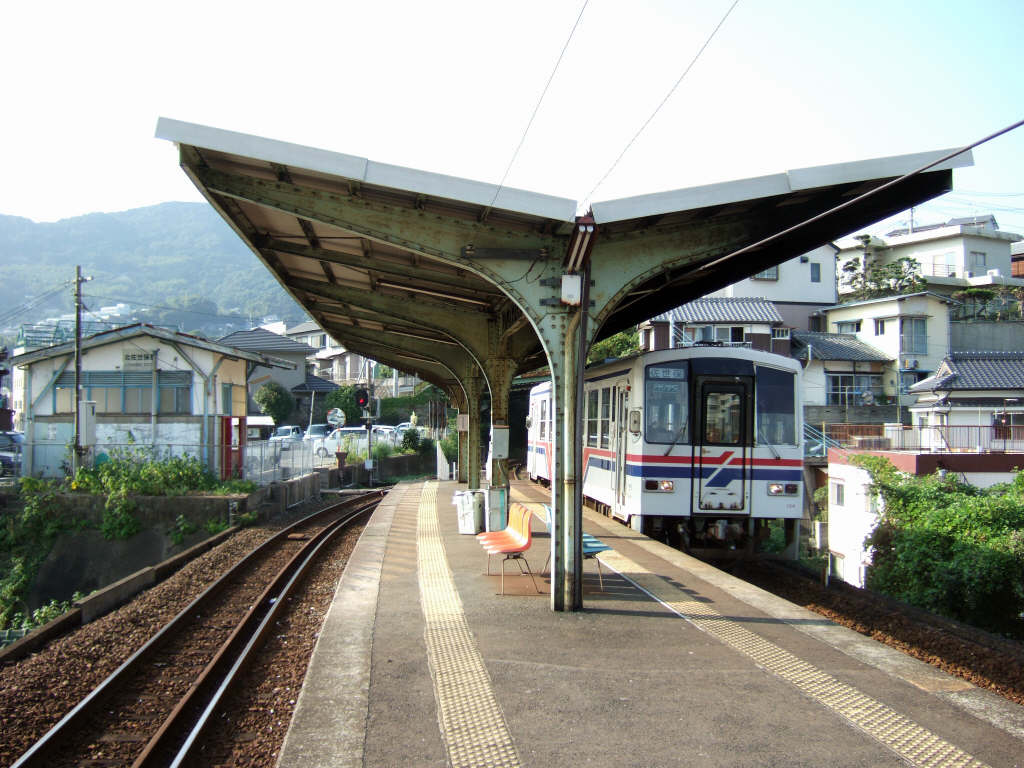
月台（2006年10月）

北佐世保站（日语：／ Kita-Sasebo eki */?）是位於長崎縣佐世保市俵町，屬於松浦鐵道的西九州線車站。

## 歷史
- 1935年（昭和10年）11月9日 -  鐵道省（國有鐵道）佐世保線佐世保至此站之間開通，此站啟用。
- 1943年（昭和18年）8月30日 -  松浦線此站至左石之間改軌距工程完成，新線啟用。佐世保線佐世保至此站之間編入至松浦線，成為松浦線車站。
- 1960年（昭和35年）1月15日 - 結束貨物業務，成為旅客車站。
- 1970年（昭和45年）10月1日 - 成為無人車站。
- 1987年（昭和62年）4月1日 - 伴隨國鐵分割民營化，車站由九州旅客鐵道（JR九州）營運[1][2][3]，成為JR九州松浦線車站。
- 1988年（昭和63年）4月1日 - 松浦鐵道接管松浦線，成為松浦鐵道西九州線車站。

## 車站構造
本站是地面車站，設有1面2線的島式月台。此站是無人車站。在2003年，站房的一半被拆毀並改建成停車場。後來站房完全拆除，並在其遺址興建廁所。此站靠近佐世保一方是高架路段，其部分位置看起來是一座高架車站。車站出入口與月台之間設有站內平交道連接。站前設有由佐世保俵町商店街管理的停車場。

### 月台
| 月台 | 路線      | 上下行 | 方向                               |
| ---- | --------- | ------ | ---------------------------------- |
| 南邊 | ■西九州線 | 上行   | 佐佐、田平平戶口、松浦、伊萬里方向 |
| 北邊 | ■西九州線 | 下行   | 佐世保方向                         |

## 車站周邊
- 國道204號
- 俵町商店街
- 櫻之聖母幼稚園（佐世保鐵道（日语：佐世保鉄道）上佐世保站（日语：上佐世保駅）遺址）
- 長崎縣立佐世保中央高等學校（日语：長崎県立佐世保中央高等学校）
- 聖和女子學院中學·高等學校（日语：聖和女子学院中学校・高等学校）
- 長崎縣立佐世保北中學·高等學校（日语：長崎県立佐世保北中学校・高等学校）
- 佐世保女子高等學校（日语：佐世保女子高等学校）
- 佐世保市立清水小學、山手小學、清水中學、花園中學
- MaxValu（日语：マックスバリュ）梅田店
- 保立町公民館
- 梅田町公民館

## 利用狀況
在2018年度，1日平均上落車人次為621人。在2005年度，1日平均上落車人次為389人。

## 相鄰車站
松浦鐵道
西九州線
快速
泉福寺－北佐世保－佐世保中央
普通
山之田－北佐世保－中佐世保

## 注腳
1. ↑  九州鉄道百年祭実行委員会・百年史編纂部会 (编).  初版. 九州旅客鉄道. 1988: 181 （日语）.
2. ↑  『交通年鑑 昭和63年版』 交通協力會，1988年3月。
3. ↑  今村都南雄 『民営化の效果と現実NTTとJR』 中央法規出版，1997年8月。ISBN 978-4805840863
4. ↑  佐世保市統計書
5. ↑  長崎縣統計年鑑

## 外部連結
- 北佐世保站時間表 （页面存档备份，存于）（日語） - 松浦鐵道